# Adam Hall (narciarz)
Adam Hall (ur. 9 października 1987) – nowozelandzki niepełnosprawny narciarz alpejski, mistrz paraolimpijski z Vancouver.

## Medale Igrzysk Paraolimpijskich

### 2010
- – Narciarstwo alpejskie – slalom mężczyzn – osoby stojące